# Distrito Prikubanski
El distrito Prikubanski (del ruso: Прикуба́нский внутригородско́й о́круг) es uno de los cuatro distritos (ókrug) en los que se divide la unidad municipal de la ciudad de Krasnodar del krai de Krasnodar, en Rusia. Tiene una superficie de 474 km² (es el mayor) y 309465 habitantes en 2015.
El distrito ocupa la occidental, noroccidental, septentrional y nororiental de la ciudad de Krasnodar y el territorio de los municipios Beriózovski, Kalininski y Yelizavetinski. Limita con los distritos Tsentralni, Karasunski y Západni, con los raiones de Dinskaya y Krasnoarméiskaya y con el raión de Tajtamukái de la república de Adigueya a través del río Kubán, que lo separa de Starobzhegokái. 
Las principales calles del distrito son Krasni Partizán, Kalinina, Turgenieva, Dzherdzhinskaya y Moskóvskaya, entre otras.

## Historia
Como resultado de la reforma territorial de los ókrug Léninski y Pervomaiski fue creado el ókrug Prikubanski el 21 de febrero de 1975. El 17 de abril de 1978 se incluyeron en el ókrug nuevos territorios procedentes de los ókrug vecinos: el municipio Beriózovski y el Yelizavétinski. En marzo de 1994 fue rebautizado como ókrug administrativo Prikubanski y en marzo de 2004 recibió la denominación actual y pasó a formar parte de la entidad municipal de Krasnodar, quedando Kalínino como mikroraión de la ciudad de Krasnodar.

## División administrativa
Al distrito pertenecen varios mikroraiones de la ciudad de Krasnodar, como Kirpichni zavod, N. I. Vavilov, Slavianski, Festivalni, Solnechni, Pole chudes, Pérvoye otdeleniye agrofirmi Solnechnaya, Vtóroye otdeleniye agrofirmi Solnechnaya, Tertie otdeleniye agrofirmi Solnechnaya, Pérvoye otdeleniye OPJ KNIISK, Aviagorodok, Nemétskaya derevnia, Deviati, G.K. Zhúkov (ENKA), Demián Bedni, Séverni, Dekorativni, Kalínino, Muzikalni o Plodorodni-2, entre otros.
Asimismo forman parte del distrito Prikubanski tres municipios rurales:
- Beriózovski
  - Posiólok Beriózovi
  - Posiólok Kolosisti
  - Posiólok Krasnolit
  - Posiólok Otdeleniya N 2 SKZNIISiV
  - Posiólok Otdeleniya N 3 SKZNIISiV
  - Posiólok Otdeleniya N 3 OPJ KNIISJ
  - Posiólok Vostochni
  - Jútor Kópanskoi
  - Jútor Novi
  - Jútor Chérnikov
- Yelisavétinski
  - Stanitsa Yelizavétinskaya
  - Asentamiento de tipo urbano Beloziorni
- Kalíninski
  - Posiólok Druzheliubni
  - Posiólok Industrialni
  - Posiólok Krasnodarski
  - Posiólok Lazurni
  - Posiólok Plodorodni
  - Posiólok Pobeditel
  - Posiólok Rosiski
  - Jútor Oktiabrski

## Demografía
| Año  | Población |
| ---- | --------- |
| 2002 | 156 086   |
| 2009 | 186 179   |
| 2010 | 260 141   |
| 2012 | 216 409   |
| 2013 | 227 381   |
| 2014 | 292 825.  |
| 2015 | 309 465   |

## Transporte
El distrito es atravesado de norte a sur por la carretera A146 que surge  hacia Anapa y Novorosíisk de la M4, que recorre el este del distrito.
Cuenta con el servicio de los tranvías y trolebuses de la ciudad. El aeródromo militar Krasnodar-Tsentralni se halla justo al norte de la ciudad, en el distrito.